# Amorbia erinae
Amorbia erinae es una especie de polilla del género Amorbia, tribu Sparganothini, subfamilia Tortricinae.

## Distribución
Se distribuye por México.

## Taxonomía
Fue descrita por Brown en 2014 y publicada en Proc. ent. Soc. Wash. 116: 374.